# ウクライナ国内軍
ウクライナ国内軍（ウクライナこくないぐん、英語: Внутрішні війська）は、ウクライナ内務省に所属するウクライナ国内での使用を目的としていた軍事組織。公共秩序の維持、重要施設の警備等を任務とする。2014年にウクライナ国家親衛隊に改編された。

## 概要
ウクライナ内務省の指揮下にあるため、ウクライナ内務省軍とも呼ばれる。国内軍成員の身分は、軍人である。フランス国家憲兵隊や、イタリアのカラビニエリとは異なり、犯罪捜査等には従事せず、純粋な軍事作戦を任務とした組織である。
1991年のソビエト連邦の崩壊に伴い、同年8月24日にウクライナは独立宣言を行った。9月30日、ウクライナ最高会議幹部会令により、ウクライナ領内に駐屯していたソ連内務省国内軍部隊が、ウクライナ内務省の管轄下に移管された。同命令により、3個作戦連隊、4個民警特殊自動車化連隊、8個独立民警特殊自動車化大隊、教育連隊、独立通信大隊が、国家親衛隊（Національна гвардія）に編入された。
1991年11月29日、国内軍は、国内・護送軍（війська внутрішньої та конвойної охорони）に改称された。1992年1月2日、国内・護送軍総局が設置された。同日、ロシア国内軍司令官の指示により、ウクライナ領内の原子力発電所を警備していた部隊がウクライナ内務省に移管された。1992年3月26日、国内・護送軍法が成立。
1995年、第1旅団、第7連隊、第5独立大隊が国家親衛隊から国内・護送軍に移管され、これらの部隊に基づき民警特殊自動車化部隊が創設された。同年10月31日、国内・護送軍は、国内軍に改称された。
1999年12月17日、大統領令により、国家親衛隊の全部隊（3個師団、7個旅団、通信連隊、12個独立大隊、保障部隊）が国内軍に移管された。
2014年3月14日、最高会議は、ウクライナ国家親衛隊法を承認し、国内軍は再設立されたウクライナ国家親衛隊（Національна гвардія України）へと改編された。

## 機構

### 指導部
- 国内軍総局長/国内軍司令官
- 参謀長/第一副司令官
- 第一副司令官
- 特別編成業務担当副司令官
- 公安担当副司令官
- 施設警備担当副司令官
- 兵站担当副司令官

### 中央機構
- 参謀部作戦局
- 参謀部情報・テロ対策局
- 公共秩序警備局
- 国内軍総局附属核装置・核物質物理的防護、特別重要施設・特殊施設警備組織局
- 戦闘・特殊訓練局
- 国際関係局

### 他国の類似組織
- 国内軍
  - ロシア国内軍
  - ベラルーシ国内軍
  - トルクメニスタン国内軍
  - カザフスタン国内軍
  - グルジア国内軍
  - アルメニア国内軍